# Club Brugge in het seizoen 2024/25
Dit artikel beschrijft de prestaties van voetbalclub Club Brugge in het seizoen 2024/25.

## Spelerskern
| Nr.           | Naam                    | Nationaliteit | Geboortedatum | Vorige club             |
| ------------- | ----------------------- | ------------- | ------------- | ----------------------- |
| Doelmannen    |                         |               |               |                         |
| 22            | Simon Mignolet 2        | België        | 06-03-1988    | Liverpool FC            |
| 29            | Nordin Jackers          | België        | 05-09-1997    | OH Leuven               |
| 16            | Dani van den Heuvel     | Nederland     | 28-05-2003    | Leeds United            |
| Verdedigers   |                         |               |               |                         |
| 2             | Zaid Romero             | Argentinië    | 15-12-1999    | Estudiantes             |
| 4             | Joel Ordóñez            | Ecuador       | 21-04-2004    | Independiente del Valle |
| 14            | Bjorn Meijer            | Nederland     | 18-03-2003    | FC Groningen            |
| 41            | Hugo Siquet             | België        | 09-07-2002    | SC Freiburg             |
| 44            | Brandon Mechele         | België        | 28-01-1993    | eigen jeugd             |
| 55            | Maxim De Cuyper         | België        | 22-12-2000    | eigen jeugd             |
| 58            | Jorne Spileers          | België        | 21-01-2005    | eigen jeugd             |
| 64            | Kyriani Sabbe           | België        | 26-01-2005    | eigen jeugd             |
| 65            | Joaquin Seys            | België        | 28-03-2005    | eigen jeugd             |
| 66            | Bi Abdoul Kader Yameogo | Ivoorkust     | 17-12-2004    | eigen jeugd             |
| Middenvelders |                         |               |               |                         |
| 10            | Hugo Vetlesen           | Noorwegen     | 29-02-2000    | FK Bodø/Glimt           |
| 15            | Raphael Onyedika        | Nigeria       | 19-01-2001    | FC Midtjylland          |
| 20            | Hans Vanaken            | België        | 24-08-1992    | KSC Lokeren             |
| 27            | Casper Nielsen          | Denemarken    | 29-04-1994    | Union Sint-Gillis       |
| 30            | Ardon Jashari           | Zwitserland   | 30-07-2002    | FC Luzern               |
| Aanvallers    |                         |               |               |                         |
| 7             | Andreas Skov Olsen      | Denemarken    | 29-12-1999    | Bologna FC 1909         |
| 8             | Christos Tzolis         | Griekenland   | 30-01-2002    | Fortuna Düsseldorf      |
| 9             | Ferran Jutglà           | Spanje        | 01-02-1999    | FC Barcelona            |
| 17            | Romeo Vermant           | België        | 24-01-2004    | eigen jeugd             |
| 19            | Gustaf Nilsson          | Zweden        | 23-05-1997    | Union Sint-Gillis       |
| 21            | Michał Skóraś           | Polen         | 15-02-2000    | Lech Poznań             |
| 68            | Chemsdine Talbi         | België        | 09-05-2005    | eigen jeugd             |

- = Aanvoerder

### Technische en Medische staf
| Functie           | Naam                | Nationaliteit | Opmerking |
| ----------------- | ------------------- | ------------- | --------- |
| Hoofdtrainer      | Nicky Hayen         | België        |           |
| Assistent-trainer | Hayk Milkon         | België        |           |
| Assistent-trainer | Michiel Jonckheere  | België        |           |
| Keeperstrainer    | Wouter Biebauw      | België        |           |
| Video analist     | Matthias Bernaert   | België        |           |
| Video analist     | Jarne Kesteloot     | België        |           |
| Sport Scientist   | Sander Denolf       | België        |           |
| Physical trainer  | Eddie Rob           | België        |           |
| Physical trainer  | Carl Vandenbussche  | België        |           |
| Sportdiëtiste     | Bernice Stynen      | België        |           |
| Kinesist          | David Bombeke       | België        |           |
| Kinesist          | Leen Van Damme      | België        |           |
| Kinesist          | Arno Parmentier     | België        |           |
| Kinesist          | Senne Van Dessel    | België        |           |
| Teamdokter        | Thomas Tampere      | België        |           |
| Teamdokter        | Bruno Vanhecke      | België        |           |
| Masseur           | Ronny Werbrouck     | België        |           |
| Masseur           | Joachim Schoonacker | België        |           |
| Mental coach      | Rudy Heylen         | België        |           |
| Teammanager       | Michael Vijverman   | België        |           |
| Team Support      | Pascal Plovie       | België        |           |
| Kitmanager        | Patrick De Baets    | België        |           |
| Kitmanager        | Geert Vandenberghe  | België        |           |

## Uitrustingen
Shirtsponsor(s): Unibet (borst en mouw) , No heart, no glory (borst) , U-Experts , Biscoff (mouw) , DAZN (mouw) , Allianz

Sportmerk: Castore
| Thuis |  | Uit | Europees | Alternatief |

#### Opmerkingen
1. ↑  Tot 26 december 2024 (spelers ouder dan 21 jaar). Vanaf 7 januari 2025 op de rug (spelers ouder dan 21 jaar). Wetgeving op kansspelreclame in België.
2. ↑  Tot 26 december 2024 (spelers jonger dan 21 jaar). Zie vorig item.
3. ↑  Vanaf 7 januari 2025.
4. ↑  Vanaf 12 januari 2025.
5. ↑  Europese wedstrijden en bekerwedstrijden.
6. ↑  I.h.b. maar ook al in de Jupiler Pro League.

## Transfers

### Zomer
| Naam                | Nationaliteit | Van/naar            | Type                            |
| ------------------- | ------------- | ------------------- | ------------------------------- |
| Inkomend            |               |                     |                                 |
| Ardon Jashari       | Zwitserland   | FC Luzern           | Gekocht                         |
| Zaid Romero         | Argentinië    | Estudiantes         | Gekocht                         |
| Christos Tzolis     | Griekenland   | Fortuna Düsseldorf  | Gekocht                         |
| Gustaf Nilsson      | Zweden        | Union Sint-Gillis   | Gekocht                         |
| Hugo Siquet         | België        | SC Freiburg         | Gekocht                         |
| Nordin Jackers      | België        | OH Leuven           | Definitieve overname na verhuur |
| Dani van den Heuvel | Nederland     | Leeds United        | Transfervrij                    |
| Faitout Maouassa    | Frankrijk     | Granada CF          | Einde huur                      |
| Roman Jaremtsjoek   | Oekraïne      | Valencia CF         | Einde huur                      |
| Kamal Sowah         | Ghana         | Standard Luik       | Einde huur                      |
| Romeo Vermant       | België        | KVC Westerlo        | Einde huur                      |
| Cisse Sandra        | België        | Excelsior Rotterdam | Einde huur                      |
| Lynnt Audoor        | België        | KV Kortrijk         | Einde huur                      |
| Uitgaand            |               |                     |                                 |
| Igor Thiago         | Brazilië      | Brentford FC        | Verkocht                        |
| Shion Homma         | Japan         | Urawa Red Diamonds  | Verkocht                        |
| Nick Shinton        | België        | Beerschot VA        | Verkocht                        |
| Roman Jaremtsjoek   | Oekraïne      | Olympiakos          | Verkocht                        |
| Antonio Nusa        | Noorwegen     | RB Leipzig          | Verkocht                        |
| Víctor Barberà      | Spanje        | Barça Atlètic       | Verkocht                        |
| Josef Bursik        | Engeland      | Hibernian FC        | Verhuurd                        |
| Cisse Sandra        | België        | Willem II           | Verhuurd                        |
| Philip Zinckernagel | Denemarken    | FK Bodø/Glimt       | Verhuurd                        |
| Éder Balanta        | Colombia      | América de Cali     | Einde contract                  |
| Denis Odoi          | België        | Antwerp FC          | Einde contract                  |
| Nordin Jackers      | België        | OH Leuven           | Einde huur                      |

### Winter
| Naam                | Nationaliteit | Van/naar      | Type         |
| ------------------- | ------------- | ------------- | ------------ |
| Inkomend            |               |               |              |
| Philip Zinckernagel | Denemarken    | FK Bodø/Glimt | Einde huur   |
| Uitgaand            |               |               |              |
| Philip Zinckernagel | Denemarken    | Chicago Fire  | Verkocht     |
| Dedryck Boyata      | België        |               | Transfervrij |
| Kamal Sowah         | Ghana         |               | Transfervrij |

## Oefenwedstrijden
Hieronder een overzicht van de oefenwedstrijden die Club Brugge in de aanloop naar en tijdens het seizoen 2024/25 zal spelen.
| Datum      | Thuis/Uit | Tegenstander       | Score | Doelpuntenmaker(s) Club Brugge          |
| ---------- | --------- | ------------------ | ----- | --------------------------------------- |
| 29-06-2024 | Uit       | Knokke FC (III)    | 1 - 1 | Bisiwu                                  |
| 06-07-2024 | Thuis     | AEK Athene         | 4 - 1 | Ljubičić (o.g.), Jutglà, Talbi, Barberá |
| 13-07-2024 | Uit       | PSV                | 1 - 1 | Nielsen                                 |
| 17-07-2024 | Thuis     | Dender EH          | 0 - 0 |                                         |
| 17-07-2024 | Thuis     | Norwich City (II)  | 3 - 0 | Vanaken, Nilsson, Jutglà                |
| 07-08-2024 | Thuis     | KMSK Deinze (II)   | 3 - 2 | Jutglà, Skov Olsen, Ordóñez             |
| 15-11-2024 | Thuis     | Sporting Charleroi | 2 - 0 | Nielsen, Campbell                       |
| 20-03-2025 | Thuis     | NAC Breda          | 2 - 1 | Siquet, Skóraś                          |
| 31-03-2025 | Thuis     | Zulte Waregem (II) | 5 - 0 | Romero, Vermant (3x), Siquet            |

## Belgische Supercup
| Wedstrijddetails                                                                           | Thuisploeg  | Uitslag           | Uitploeg                      | Opstelling | Kaarten    |
| ------------------------------------------------------------------------------------------ | ----------- | ----------------- | ----------------------------- | --- | ---------- |
| 20 juli 2024 20:00 Jan Breydelstadion Brugge Ref.: Bram Van Driessche Toeschouwers: 18.000 | Club Brugge | 1 – 2             | Union Sint-Gillis             | Mignolet Et Taïbi (79' Talbi), Mechele, Romero (46' Spileers), Seys Vetlesen (56' Nilsson), Vanaken , Nielsen (56' Onyedika) Nusa, Jutglà (79' Vermant), Tzolis | 11' Romero |
| 20 juli 2024 20:00 Jan Breydelstadion Brugge Ref.: Bram Van Driessche Toeschouwers: 18.000 | Tzolis 79'  | 0 – 1 0 – 2 1 – 2 | 40' (pen.) Puertas 47' Leysen | Mignolet Et Taïbi (79' Talbi), Mechele, Romero (46' Spileers), Seys Vetlesen (56' Nilsson), Vanaken , Nielsen (56' Onyedika) Nusa, Jutglà (79' Vermant), Tzolis | 11' Romero |

## Jupiler Pro League

### Reguliere competitie

#### Wedstrijden
| Jupiler Pro League                                                                                           |                                                                                         |                                           |                                                         | |                                          |
| Wedstrijddetails                                                                                             | Thuisploeg                                                                              | Uitslag                                   | Uitploeg                                                | Opstelling | Kaarten                                  |
| Heenronde |                                                                                         |                                           |                                                         | |                                          |
| 26 juli 2024 20:45 Jan Breydelstadion Brugge Ref.: Erik Lambrechts Toeschouwers: 26.000                      | Club Brugge                                                                             | 1 – 1                                     | KV Mechelen                                             | Mignolet De Cuyper (67' Skóraś), Mechele, Romero, Seys Vetlesen (80' Nielsen), Vanaken , Onyedika (46' Jutglà) Nusa (80' Skov Olsen), Nilsson, Tzolis (68' Siquet)      | 72' Siquet                               |
| 26 juli 2024 20:45 Jan Breydelstadion Brugge Ref.: Erik Lambrechts Toeschouwers: 26.000                      | Seys 51'                                                                                | 1 – 0 1 – 1                               | 65' Pflücke                                             | Mignolet De Cuyper (67' Skóraś), Mechele, Romero, Seys Vetlesen (80' Nielsen), Vanaken , Onyedika (46' Jutglà) Nusa (80' Skov Olsen), Nilsson, Tzolis (68' Siquet)      | 72' Siquet                               |
| 4 augustus 2024 18:30 Maurice Dufrasnestadion Luik Ref.: Lawrence Visser Toeschouwers: 19.873                | Standard Luik                                                                           | 1 – 0                                     | Club Brugge                                             | Mignolet Siquet, Mechele, Romero, Seys (46' De Cuyper) Jashari (73' Nusa), Vanaken , Nielsen (65' Vetlesen) Skóraś (65' Skov Olsen), Nilsson, Tzolis (73' Jutglà)       | 72' Mechele 90' Jutglà                   |
| 4 augustus 2024 18:30 Maurice Dufrasnestadion Luik Ref.: Lawrence Visser Toeschouwers: 19.873                | Bulat 64'                                                                               | 1 – 0                                     |                                                         | Mignolet Siquet, Mechele, Romero, Seys (46' De Cuyper) Jashari (73' Nusa), Vanaken , Nielsen (65' Vetlesen) Skóraś (65' Skov Olsen), Nilsson, Tzolis (73' Jutglà)       | 72' Mechele 90' Jutglà                   |
| 11 augustus 2024 13:30 Cegeka Arena Genk Ref.: Nicolas Laforge Toeschouwers: 18.542                          | KRC Genk                                                                                | 3 – 2                                     | Club Brugge                                             | Mignolet Siquet (65' Seys), Ordóñez, Mechele, De Cuyper Vetlesen, Vanaken , Onyedika (82' Jashari) Skov Olsen (66' Tzolis), Nilsson (64' Jutglà), Nusa (66' Skóraś)     | 16' Vetlesen 74' Tzolis                  |
| 11 augustus 2024 13:30 Cegeka Arena Genk Ref.: Nicolas Laforge Toeschouwers: 18.542                          | Steuckers 68' (pen.) Arokodare 83' Hrošovský 90+4'                                      | 0 – 1 0 – 2 1 – 2 2 – 2 3 – 2             | 45' Skov Olsen 60' Skov Olsen                           | Mignolet Siquet (65' Seys), Ordóñez, Mechele, De Cuyper Vetlesen, Vanaken , Onyedika (82' Jashari) Skov Olsen (66' Tzolis), Nilsson (64' Jutglà), Nusa (66' Skóraś)     | 16' Vetlesen 74' Tzolis                  |
| 18 augustus 2024 13:30 Jan Breydelstadion Brugge Ref.: Lothar D'hondt Toeschouwers: 22.876                   | Club Brugge                                                                             | 1 – 0                                     | Antwerp                                                 | Mignolet Seys (75' Siquet), Ordóñez, Mechele, De Cuyper Vetlesen (75' Vermant), Vanaken , Onyedika (82' Jashari) Skov Olsen (82' Skóraś), Nilsson, Tzolis (64' Jutglà)  | 57' Nilsson                              |
| 18 augustus 2024 13:30 Jan Breydelstadion Brugge Ref.: Lothar D'hondt Toeschouwers: 22.876                   | Nilsson 81' (pen.)                                                                      | 1 – 0                                     |                                                         | Mignolet Seys (75' Siquet), Ordóñez, Mechele, De Cuyper Vetlesen (75' Vermant), Vanaken , Onyedika (82' Jashari) Skov Olsen (82' Skóraś), Nilsson, Tzolis (64' Jutglà)  | 57' Nilsson                              |
| 25 augustus 2024 13:30 Dender Football Complex Denderleeuw Ref.: Erik Lambrechts Toeschouwers: 6.429         | Dender EH                                                                               | 1 – 2                                     | Club Brugge                                             | Mignolet Seys (78' Siquet), Ordóñez, Mechele, De Cuyper Vetlesen (77' Vermant), Vanaken , Onyedika Skov Olsen (86' Romero), Nilsson (77' Jutglà), Tzolis                | 53' Ordóñez 82' Siquet                   |
| 25 augustus 2024 13:30 Dender Football Complex Denderleeuw Ref.: Erik Lambrechts Toeschouwers: 6.429         | Rodes 45+1'                                                                             | 0 – 1 0 – 2 1 – 2                         | 8' Nilsson 13' Tzolis                                   | Mignolet Seys (78' Siquet), Ordóñez, Mechele, De Cuyper Vetlesen (77' Vermant), Vanaken , Onyedika Skov Olsen (86' Romero), Nilsson (77' Jutglà), Tzolis                | 53' Ordóñez 82' Siquet                   |
| 1 september 2024 13:30 Jan Breydelstadion Brugge Ref.: Jasper Vergoote Toeschouwers: 24.400                  | Club Brugge                                                                             | 3 – 0                                     | Cercle Brugge                                           | Mignolet Seys (63' Siquet), Ordóñez, Mechele, De Cuyper Vetlesen, Vanaken (64' Jutglà), Onyedika Skov Olsen (68' Talbi), Nilsson (81' Vermant), Tzolis (81' Skóraś)     | 58' De Cuyper                            |
| 1 september 2024 13:30 Jan Breydelstadion Brugge Ref.: Jasper Vergoote Toeschouwers: 24.400                  | Mechele 39' Tzolis 45+3' Skov Olsen 55'                                                 | 1 – 0 2 – 0 3 – 0                         |                                                         | Mignolet Seys (63' Siquet), Ordóñez, Mechele, De Cuyper Vetlesen, Vanaken (64' Jutglà), Onyedika Skov Olsen (68' Talbi), Nilsson (81' Vermant), Tzolis (81' Skóraś)     | 58' De Cuyper                            |
| 14 september 2024 13:30 Guldensporenstadion Kortrijk Ref.: Lothar D'hondt Toeschouwers: 8.901                | KV Kortrijk                                                                             | 0 – 3                                     | Club Brugge                                             | Mignolet Seys (87' Sabbe), Mechele, Romero, De Cuyper Jashari (59' Onyedika), Vanaken , Vetlesen (87' Vermant) Skov Olsen (59' Skóraś), Nilsson, Tzolis (75' Talbi)     | 56' Vetlesen 69' Skóraś                  |
| 14 september 2024 13:30 Guldensporenstadion Kortrijk Ref.: Lothar D'hondt Toeschouwers: 8.901                |                                                                                         | 0 – 1 0 – 2 0 – 3                         | 13' Vanaken 83' Talbi 90+3' Vanaken                     | Mignolet Seys (87' Sabbe), Mechele, Romero, De Cuyper Jashari (59' Onyedika), Vanaken , Vetlesen (87' Vermant) Skov Olsen (59' Skóraś), Nilsson, Tzolis (75' Talbi)     | 56' Vetlesen 69' Skóraś                  |
| 22 september 2024 13:30 Jan Breydelstadion Brugge Ref.: Nicolas Laforge Toeschouwers: 23.502                 | Club Brugge                                                                             | 2 – 4                                     | KAA Gent                                                | Mignolet Seys (83' Talbi), Ordóñez, Mechele, De Cuyper Vetlesen (46' Jashari), Vanaken , Onyedika (58' Jutglà) Skov Olsen, Nilsson (70' Skóraś), Tzolis (70' Vermant)   | 24' Vetlesen 66' Nilsson 85' De Cuyper   |
| 22 september 2024 13:30 Jan Breydelstadion Brugge Ref.: Nicolas Laforge Toeschouwers: 23.502                 | Skov Olsen 48' Nilsson 70'                                                              | 0 – 1 0 – 2 0 – 3 1 – 3 1 – 4 2 – 4       | 40' Dean 44' (e.d.) Ordóñez 47' Gandelman 64' Gandelman | Mignolet Seys (83' Talbi), Ordóñez, Mechele, De Cuyper Vetlesen (46' Jashari), Vanaken , Onyedika (58' Jutglà) Skov Olsen, Nilsson (70' Skóraś), Tzolis (70' Vermant)   | 24' Vetlesen 66' Nilsson 85' De Cuyper   |
| 27 september 2024 20:45 Stade du Pays de Charleroi Charleroi Ref.: Nathan Verboomen Toeschouwers: 9.242      | Sporting Charleroi                                                                      | 1 – 1                                     | Club Brugge                                             | Mignolet Seys (82' Skóraś), Ordóñez (82' Sabbe), Mechele, De Cuyper Vetlesen (66' Nielsen), Vanaken , Onyedika Skov Olsen (66' Vermant), Nilsson, Tzolis (89' Talbi)    | 55' Onyedika 76' Vermant                 |
| 27 september 2024 20:45 Stade du Pays de Charleroi Charleroi Ref.: Nathan Verboomen Toeschouwers: 9.242      | Guiagon 48'                                                                             | 1 – 0 1 – 1                               | 90+1' Vanaken                                           | Mignolet Seys (82' Skóraś), Ordóñez (82' Sabbe), Mechele, De Cuyper Vetlesen (66' Nielsen), Vanaken , Onyedika Skov Olsen (66' Vermant), Nilsson, Tzolis (89' Talbi)    | 55' Onyedika 76' Vermant                 |
| 6 oktober 2024 18:30 Jan Breydelstadion Brugge Ref.: Erik Lambrechts Toeschouwers: 22.450                    | Club Brugge                                                                             | 1 – 1                                     | Union Sint-Gillis                                       | Mignolet Seys, Mechele, Romero (78' Spileers), De Cuyper (77' Sabbe) Vetlesen (62' Skov Olsen), Jashari, Vanaken Skóraś, Jutglà (62' Talbi), Tzolis                     | 85' Jashari                              |
| 6 oktober 2024 18:30 Jan Breydelstadion Brugge Ref.: Erik Lambrechts Toeschouwers: 22.450                    | Mechele 82'                                                                             | 0 – 1 1 – 1                               | 52' Ivanović                                            | Mignolet Seys, Mechele, Romero (78' Spileers), De Cuyper (77' Sabbe) Vetlesen (62' Skov Olsen), Jashari, Vanaken Skóraś, Jutglà (62' Talbi), Tzolis                     | 85' Jashari                              |
| 19 oktober 2024 16:00 't Kuipje Westerlo Ref.: Nicolas Laforge Toeschouwers: 8.000                           | Westerlo                                                                                | 1 – 2                                     | Club Brugge                                             | Mignolet Seys, Mechele, Spileers, De Cuyper (90+2' Sabbe) Jashari, Vanaken , Onyedika (81' Vetlesen) Talbi (90+2' Ordóñez), Vermant (66' Jutglà), Tzolis (66' Skóraś)   | 40' Mignolet                             |
| 19 oktober 2024 16:00 't Kuipje Westerlo Ref.: Nicolas Laforge Toeschouwers: 8.000                           | Sayyad 41' (pen.)                                                                       | 0 – 1 0 – 2 1 – 2                         | 4' Spileers 24' Vanaken                                 | Mignolet Seys, Mechele, Spileers, De Cuyper (90+2' Sabbe) Jashari, Vanaken , Onyedika (81' Vetlesen) Talbi (90+2' Ordóñez), Vermant (66' Jutglà), Tzolis (66' Skóraś)   | 40' Mignolet                             |
| 27 oktober 2024 13:30 Jan Breydelstadion Brugge Ref.: Jasper Vergoote Toeschouwers: 25.900                   | Club Brugge                                                                             | 2 – 1                                     | Anderlecht                                              | Mignolet Seys (68' Sabbe), Mechele, Ordóñez, De Cuyper Jashari (90+5' Spileers), Vanaken , Onyedika Skov Olsen (69' Talbi), Vermant (80' Jutglà), Tzolis (81' Skóraś)   |                                          |
| 27 oktober 2024 13:30 Jan Breydelstadion Brugge Ref.: Jasper Vergoote Toeschouwers: 25.900                   | Vermant 8' Talbi 76'                                                                    | 1 – 0 2 – 0 2 – 1                         | 88' Simić                                               | Mignolet Seys (68' Sabbe), Mechele, Ordóñez, De Cuyper Jashari (90+5' Spileers), Vanaken , Onyedika Skov Olsen (69' Talbi), Vermant (80' Jutglà), Tzolis (81' Skóraś)   |                                          |
| 2 november 2024 18:15 King Power at Den Dreef Stadion Heverlee Ref.: Simon Bourdeaud'hui Toeschouwers: 9.348 | OH Leuven                                                                               | 0 – 1                                     | Club Brugge                                             | Mignolet Sabbe, Mechele, Ordóñez, De Cuyper Jashari (90+5' Nielsen), Vanaken , Onyedika Skov Olsen (74' Talbi), Vermant (74' Jutglà), Tzolis (79' Meijer)               | 45' Jashari 90' Mignolet                 |
| 2 november 2024 18:15 King Power at Den Dreef Stadion Heverlee Ref.: Simon Bourdeaud'hui Toeschouwers: 9.348 |                                                                                         | 0 – 1                                     | 58' Skov Olsen                                          | Mignolet Sabbe, Mechele, Ordóñez, De Cuyper Jashari (90+5' Nielsen), Vanaken , Onyedika Skov Olsen (74' Talbi), Vermant (74' Jutglà), Tzolis (79' Meijer)               | 45' Jashari 90' Mignolet                 |
| 10 november 2024 19:15 Olympisch Stadion Antwerpen Ref.: Bram Van Driessche Toeschouwers: 8.043              | Beerschot                                                                               | 2 – 2                                     | Club Brugge                                             | Mignolet Seys (75' Sabbe), Mechele, Ordóñez (57' Spileers), Meijer Jashari (90' Nielsen), Vanaken , Onyedika Skov Olsen (57' Skóraś), Vermant (75' Jutglà), Tzolis      | 16' Ordóñez 23' Tzolis 28' Mechele       |
| 10 november 2024 19:15 Olympisch Stadion Antwerpen Ref.: Bram Van Driessche Toeschouwers: 8.043              | Al-Sahafi 53' Al-Sahafi 55'                                                             | 0 – 1 0 – 2 1 – 2 2 – 2                   | 3' Vermant 14' Seys                                     | Mignolet Seys (75' Sabbe), Mechele, Ordóñez (57' Spileers), Meijer Jashari (90' Nielsen), Vanaken , Onyedika Skov Olsen (57' Skóraś), Vermant (75' Jutglà), Tzolis      | 16' Ordóñez 23' Tzolis 28' Mechele       |
| 23 november 2024 16:00 Jan Breydelstadion Brugge Ref.: Jasper Vergoote Toeschouwers: 19.080                  | Club Brugge                                                                             | 7 – 0                                     | STVV                                                    | Mignolet Seys (68' Sabbe), Mechele, Spileers, De Cuyper Jashari, Vanaken , Onyedika (58' Nielsen) Talbi (76' Skóraś), Vermant (68' Jutglà), Tzolis (58' Skov Olsen)     |                                          |
| 23 november 2024 16:00 Jan Breydelstadion Brugge Ref.: Jasper Vergoote Toeschouwers: 19.080                  | Tzolis 12' Tzolis 22' Tzolis 42' (pen.) Tzolis 48' Onyedika 51' Jashari 57' Vanaken 77' | 1 – 0 2 – 0 3 – 0 4 – 0 5 – 0 6 – 0 7 – 0 |                                                         | Mignolet Seys (68' Sabbe), Mechele, Spileers, De Cuyper Jashari, Vanaken , Onyedika (58' Nielsen) Talbi (76' Skóraś), Vermant (68' Jutglà), Tzolis (58' Skov Olsen)     |                                          |
| Heenronde |                                                                                         |                                           |                                                         | |                                          |
| 30 november 2024 18:15 Jan Breydelstadion Brugge Ref.: Bert Put Toeschouwers: 18.204                         | Club Brugge                                                                             | 4 – 1                                     | Dender EH                                               | Mignolet Seys (62' Sabbe), Ordóñez, Mechele, De Cuyper Jashari (62' Vetlesen), Vanaken , Onyedika Skov Olsen (75' Skóraś), Jutglà (88' Vermant), Tzolis (76' Talbi)     |                                          |
| 30 november 2024 18:15 Jan Breydelstadion Brugge Ref.: Bert Put Toeschouwers: 18.204                         | Jutglà 24' Skov Olsen 33' Talbi 89' Talbi 90+1'                                         | 0 – 1 1 – 1 2 – 1 3 – 1 4 – 1             | 16' Květ                                                | Mignolet Seys (62' Sabbe), Ordóñez, Mechele, De Cuyper Jashari (62' Vetlesen), Vanaken , Onyedika Skov Olsen (75' Skóraś), Jutglà (88' Vermant), Tzolis (76' Talbi)     |                                          |
| 7 december 2024 18:15 AFAS Stadion Achter de Kazerne Mechelen Ref.: Bram Van Driessche Toeschouwers: 16.248  | KV Mechelen                                                                             | 1 – 2                                     | Club Brugge                                             | Mignolet Seys, Mechele, Spileers, De Cuyper Jashari (87' Nielsen), Vanaken , Vetlesen (67' Onyedika) Skov Olsen (78' Ordóñez), Vermant (78' Jutglà), Talbi (67' Tzolis) |                                          |
| 7 december 2024 18:15 AFAS Stadion Achter de Kazerne Mechelen Ref.: Bram Van Driessche Toeschouwers: 16.248  | Raman 90+5'                                                                             | 0 – 1 1 – 1 1 – 2                         | 45+2' De Cuyper 90+11' Ordóñez                          | Mignolet Seys, Mechele, Spileers, De Cuyper Jashari (87' Nielsen), Vanaken , Vetlesen (67' Onyedika) Skov Olsen (78' Ordóñez), Vermant (78' Jutglà), Talbi (67' Tzolis) |                                          |
| 15 december 2024 13:30 Jan Breydelstadion Brugge Ref.: Jasper Vergoote Toeschouwers: 24.280                  | Club Brugge                                                                             | 2 – 0                                     | KRC Genk                                                | Mignolet Seys (90+2' Sabbe), Ordóñez, Mechele, De Cuyper Jashari, Vanaken , Onyedika Talbi (75' Skov Olsen), Nilsson (75' Vermant), Tzolis (87' Nielsen)                | 70' Ordóñez 81' Vanaken 90+3' Skov Olsen |
| 15 december 2024 13:30 Jan Breydelstadion Brugge Ref.: Jasper Vergoote Toeschouwers: 24.280                  | Mechele 77' Skov Olsen 86'                                                              | 1 – 0 2 – 0                               |                                                         | Mignolet Seys (90+2' Sabbe), Ordóñez, Mechele, De Cuyper Jashari, Vanaken , Onyedika Talbi (75' Skov Olsen), Nilsson (75' Vermant), Tzolis (87' Nielsen)                | 70' Ordóñez 81' Vanaken 90+3' Skov Olsen |
| 22 december 2024 18:30 Joseph Marienstadion Vorst Ref.: Lawrence Visser Toeschouwers: 8.610                  | Union Sint-Gillis                                                                       | 2 – 2                                     | Club Brugge                                             | Mignolet Sabbe (65' Jutglà), Ordóñez, Mechele, Seys (46' Romero) Jashari, Vanaken , Nielsen (65' Talbi) Skov Olsen (90' Siquet), Nilsson, Tzolis                        | 67' Jutglà 90+6' Romero                  |
| 22 december 2024 18:30 Joseph Marienstadion Vorst Ref.: Lawrence Visser Toeschouwers: 8.610                  | Ivanović 45+3' Nielsen 59' (e.d.)                                                       | 1 – 0 2 – 0 2 – 1 2 – 2                   | 66' Talbi 78' Nilsson                                   | Mignolet Sabbe (65' Jutglà), Ordóñez, Mechele, Seys (46' Romero) Jashari, Vanaken , Nielsen (65' Talbi) Skov Olsen (90' Siquet), Nilsson, Tzolis                        | 67' Jutglà 90+6' Romero                  |
| 26 december 2024 16:00 Jan Breydelstadion Brugge Ref.: Nathan Verboomen Toeschouwers: 22.237                 | Club Brugge                                                                             | 4 – 3                                     | Westerlo                                                | Mignolet Sabbe, Ordóñez, Mechele, Romero (62' Siquet) Jashari, Vanaken , Nielsen (83' Vetlesen) Skov Olsen (74' Talbi), Nilsson (74' Jutglà), Tzolis (83' Skóraś)       |                                          |
| 26 december 2024 16:00 Jan Breydelstadion Brugge Ref.: Nathan Verboomen Toeschouwers: 22.237                 | Skov Olsen 5' Tzolis 16' Siquet 64' Siquet 90+4'                                        | 1 – 0 2 – 0 2 – 1 2 – 2 3 – 2 3 – 3 4 – 3 | 45+2' Yow 56' Vušković 71' Devine                       | Mignolet Sabbe, Ordóñez, Mechele, Romero (62' Siquet) Jashari, Vanaken , Nielsen (83' Vetlesen) Skov Olsen (74' Talbi), Nilsson (74' Jutglà), Tzolis (83' Skóraś)       |                                          |
| 12 januari 2025 18:30 Lotto Park Anderlecht Ref.: Jasper Vergoote Toeschouwers: 21.900                       | Anderlecht                                                                              | 0 – 3                                     | Club Brugge                                             | Mignolet Sabbe (69' Meijer), Ordóñez (86' Spileers), Mechele, De Cuyper Onyedika, Vanaken , Jashari Talbi (86' Skóraś), Jutglà (70' Nilsson), Tzolis (90' Vetlesen)     |                                          |
| 12 januari 2025 18:30 Lotto Park Anderlecht Ref.: Jasper Vergoote Toeschouwers: 21.900                       |                                                                                         | 0 – 1 0 – 2 0 – 3                         | 10' Jutglà 41' Jutglà 79' Nilsson                       | Mignolet Sabbe (69' Meijer), Ordóñez (86' Spileers), Mechele, De Cuyper Onyedika, Vanaken , Jashari Talbi (86' Skóraś), Jutglà (70' Nilsson), Tzolis (90' Vetlesen)     |                                          |
| 18 januari 2024 20:45 Jan Breydelstadion Brugge Ref.: Wim Smet Toeschouwers: 18.700                          | Club Brugge                                                                             | 4 – 2                                     | Beerschot                                               | Mignolet Siquet (67' Seys), Mechele, Spileers, Meijer (67' De Cuyper) Onyedika (46' Jashari), Nielsen (81' Ordóñez), Vanaken Vetlesen (74' Jutglà), Nilsson, Skóraś     |                                          |
| 18 januari 2024 20:45 Jan Breydelstadion Brugge Ref.: Wim Smet Toeschouwers: 18.700                          | Nilsson 19' Vetlesen 22' Vanaken 77' Nilsson 90+5'                                      | 1 – 0 2 – 0 3 – 0 3 – 1 3 – 2 4 – 2       | 80' Kosiah 90+2' Weymans                                | Mignolet Siquet (67' Seys), Mechele, Spileers, Meijer (67' De Cuyper) Onyedika (46' Jashari), Nielsen (81' Ordóñez), Vanaken Vetlesen (74' Jutglà), Nilsson, Skóraś     |                                          |
| 25 januari 2024 20:45 Jan Breydelstadion Brugge Ref.: Simon Bourdeaud'hui Toeschouwers: 18.350               | Club Brugge                                                                             | 1 – 1                                     | KV Kortrijk                                             | Mignolet Seys, Mechele, Romero, Meijer (46' De Cuyper) Nielsen (57' Talbi), Jashari, Vetlesen (56' Onyedika) Skóraś (69' Jutglà), Nilsson, Tzolis                       | 54' Skóraś 90+5' Jashari                 |
| 25 januari 2024 20:45 Jan Breydelstadion Brugge Ref.: Simon Bourdeaud'hui Toeschouwers: 18.350               | Nilsson 42' (pen.)                                                                      | 0 – 1 1 – 1                               | 24' Dejaegere                                           | Mignolet Seys, Mechele, Romero, Meijer (46' De Cuyper) Nielsen (57' Talbi), Jashari, Vetlesen (56' Onyedika) Skóraś (69' Jutglà), Nilsson, Tzolis                       | 54' Skóraś 90+5' Jashari                 |
| 2 februari 2025 13:30 Bosuilstadion Antwerpen Ref.: Lawrence Visser Toeschouwers: 15.000                     | Antwerp                                                                                 | 2 – 1                                     | Club Brugge                                             | Mignolet Seys, Mechele, Ordóñez (90+2' Vermant), De Cuyper Jashari, Vanaken , Onyedika (80' Nielsen) Talbi (80' Skóraś), Jutglà (64' Nilsson), Tzolis (90+2' Vetlesen)  | 64' De Cuyper 77' Vanaken                |
| 2 februari 2025 13:30 Bosuilstadion Antwerpen Ref.: Lawrence Visser Toeschouwers: 15.000                     | Doumbia 86' Chery 90'                                                                   | 0 – 1 1 – 1 2 – 1                         | 23' Vanaken                                             | Mignolet Seys, Mechele, Ordóñez (90+2' Vermant), De Cuyper Jashari, Vanaken , Onyedika (80' Nielsen) Talbi (80' Skóraś), Jutglà (64' Nilsson), Tzolis (90+2' Vetlesen)  | 64' De Cuyper 77' Vanaken                |
| 8 februari 2024 16:00 Jan Breydelstadion Brugge Ref.: Bram Van Driessche Toeschouwers: 19.300                | Club Brugge                                                                             | 1 – 0                                     | OH Leuven                                               | Mignolet Sabbe (79' Siquet), Spileers, Mechele, De Cuyper (64' Seys) Vetlesen, Vanaken , Onyedika Tzolis (78' Jutglà), Nilsson, Vermant (64' Skóraś)                    |                                          |
| 8 februari 2024 16:00 Jan Breydelstadion Brugge Ref.: Bram Van Driessche Toeschouwers: 19.300                | Nilsson 31'                                                                             | 1 – 0                                     |                                                         | Mignolet Sabbe (79' Siquet), Spileers, Mechele, De Cuyper (64' Seys) Vetlesen, Vanaken , Onyedika Tzolis (78' Jutglà), Nilsson, Vermant (64' Skóraś)                    |                                          |
| 15 februari 2025 20:45 Stayen Sint-Truiden Ref.: Simon Bourdeaud'hui Toeschouwers: 9.000                     | STVV                                                                                    | 2 – 2                                     | Club Brugge                                             | Mignolet Seys (46' Siquet), Ordóñez, Mechele, De Cuyper Vetlesen (46' Onyedika), Vanaken , Jashari (61' Vermant) Talbi (85' Campbell), Nilsson (46' Tzolis), Jutglà     | 42' Vetlesen 89' Vermant                 |
| 15 februari 2025 20:45 Stayen Sint-Truiden Ref.: Simon Bourdeaud'hui Toeschouwers: 9.000                     | Lamkel Zé 10' Lapoussin 20'                                                             | 1 – 0 2 – 0 2 – 1 2 – 2                   | 72' Vanaken 90+1' Tzolis                                | Mignolet Seys (46' Siquet), Ordóñez, Mechele, De Cuyper Vetlesen (46' Onyedika), Vanaken , Jashari (61' Vermant) Talbi (85' Campbell), Nilsson (46' Tzolis), Jutglà     | 42' Vetlesen 89' Vermant                 |
| 23 februari 2024 13:30 Jan Breydelstadion Brugge Ref.: Lawrence Visser Toeschouwers: 23.900                  | Club Brugge                                                                             | 1 – 2                                     | Standard Luik                                           | Mignolet Seys (89' Siquet), Ordóñez, Mechele, De Cuyper Jashari (89' Skóraś), Vanaken , Onyedika (23' Nielsen) Tzolis, Jutglà (89' Vermant), Talbi (59' Nilsson)        | 31' Vanaken 39' Tzolis 55' Tzolis        |
| 23 februari 2024 13:30 Jan Breydelstadion Brugge Ref.: Lawrence Visser Toeschouwers: 23.900                  | Jutglà 51'                                                                              | 1 – 0 1 – 1 1 – 2                         | 67' (pen.) Zeqiri 85' Eckert                            | Mignolet Seys (89' Siquet), Ordóñez, Mechele, De Cuyper Jashari (89' Skóraś), Vanaken , Onyedika (23' Nielsen) Tzolis, Jutglà (89' Vermant), Talbi (59' Nilsson)        | 31' Vanaken 39' Tzolis 55' Tzolis        |
| 1 maart 2025 16:00 Planet Group arena Gent Ref.: Jan Boterberg Toeschouwers: 18.674                          | KAA Gent                                                                                | 1 – 1                                     | Club Brugge                                             | Mignolet Seys (78' Sabbe), Ordóñez, Mechele, De Cuyper Siquet (46' Vetlesen), Vanaken , Jashari, Talbi (72' Skóraś) Nilsson, Jutglà                                     | 27' Talbi                                |
| 1 maart 2025 16:00 Planet Group arena Gent Ref.: Jan Boterberg Toeschouwers: 18.674                          | Vanzeir 90+2'                                                                           | 0 – 1 1 – 1                               | 29' Jutglà                                              | Mignolet Seys (78' Sabbe), Ordóñez, Mechele, De Cuyper Siquet (46' Vetlesen), Vanaken , Jashari, Talbi (72' Skóraś) Nilsson, Jutglà                                     | 27' Talbi                                |
| 9 maart 2025 13:30 Jan Breydelstadion Brugge Ref.: Bram Van Driessche Toeschouwers: 10.806                   | Cercle Brugge                                                                           | 1 – 3                                     | Club Brugge                                             | Mignolet Sabbe (73' Siquet), Ordóñez (63' Romero), Mechele, De Cuyper Onyedika (46' Vetlesen), Vanaken , Jashari Talbi (63' Skóraś), Jutglà, Tzolis (73' Nilsson)       | 8' Ordóñez 20' Onyedika 90+9' Siquet     |
| 9 maart 2025 13:30 Jan Breydelstadion Brugge Ref.: Bram Van Driessche Toeschouwers: 10.806                   | Diakité 57'                                                                             | 0 – 1 0 – 2 0 – 3 1 – 3                   | 26' Vanaken 34' Jutglà 36' Jutglà                       | Mignolet Sabbe (73' Siquet), Ordóñez (63' Romero), Mechele, De Cuyper Onyedika (46' Vetlesen), Vanaken , Jashari Talbi (63' Skóraś), Jutglà, Tzolis (73' Nilsson)       | 8' Ordóñez 20' Onyedika 90+9' Siquet     |
| 16 maart 2024 18:30 Jan Breydelstadion Brugge Ref.: Wim Smet Toeschouwers: 20.000                            | Club Brugge                                                                             | 4 – 2                                     | Sporting Charleroi                                      | Mignolet (60' Jackers) Sabbe, Ordóñez (73' Romero), Mechele, De Cuyper Onyedika, Vanaken , Jashari (88' Vetlesen) Tzolis (88' Skóraś), Nilsson (72' Vermant), Jutglà    |                                          |
| 16 maart 2024 18:30 Jan Breydelstadion Brugge Ref.: Wim Smet Toeschouwers: 20.000                            | Jutglà 3' De Cuyper 49' Jashari 63' Vermant 80'                                         | 1 – 0 1 – 1 2 – 1 3 – 1 3 – 2 4 – 2       | 34' Guiagon 77' Mbenza                                  | Mignolet (60' Jackers) Sabbe, Ordóñez (73' Romero), Mechele, De Cuyper Onyedika, Vanaken , Jashari (88' Vetlesen) Tzolis (88' Skóraś), Nilsson (72' Vermant), Jutglà    |                                          |

#### Overzicht
| Speeldag  | 1 | 2  | 3  | 4  | 5 | 6  | 7  | 8  | 9  | 10 | 11 | 12 | 13 | 14 | 15 | 16 | 17 | 18 | 19 | 20 | 21 | 22 | 23 | 24 | 25 | 26 | 27 | 28 | 29 | 30 |
| --------- | - | -- | -- | -- | - | -- | -- | -- | -- | -- | -- | -- | -- | -- | -- | -- | -- | -- | -- | -- | -- | -- | -- | -- | -- | -- | -- | -- | -- | -- |
| Resultaat | g | v  | v  | w  | w | w  | w  | v  | g  | g  | w  | w  | w  | g  | w  | w  | w  | w  | g  | w  | w  | w  | g  | v  | w  | g  | v  | g  | w  | w  |
| Punten    | 1 | 1  | 1  | 4  | 7 | 10 | 13 | 13 | 14 | 15 | 18 | 21 | 24 | 25 | 28 | 31 | 34 | 37 | 38 | 41 | 44 | 47 | 48 | 48 | 51 | 52 | 52 | 53 | 56 | 59 |
| Positie   | 6 | 11 | 14 | 13 | 8 | 3  | 2  | 4  | 4  | 5  | 4  | 3  | 2  | 3  | 2  | 2  | 2  | 2  | 2  | 2  | 2  | 2  | 2  | 2  | 2  | 2  | 2  | 2  | 2  | 2  |

### Champions' play-off

#### Wedstrijden
| Champions' play-off                                                                      |                                                 |                               |                                                               | |                                                |
| Wedstrijddetails                                                                         | Thuisploeg                                      | Uitslag                       | Uitploeg                                                      | Opstelling | Kaarten                                        |
| Heenronde                                                                                |                                                 |                               |                                                               | |                                                |
| 30 maart 2025 13:30 Jan Breydelstadion Brugge Ref.: Jasper Vergoote Toeschouwers: 24.900 | Club Brugge                                     | 2 – 0                         | Anderlecht                                                    | Mignolet Sabbe (90' Nielsen), Ordóñez (90' Romero), Mechele, De Cuyper Onyedika, Vanaken , Jashari Tzolis (83' Siquet), Nilsson (67' Vermant), Jutglà                 |                                                |
| 30 maart 2025 13:30 Jan Breydelstadion Brugge Ref.: Jasper Vergoote Toeschouwers: 24.900 | Tzolis 34' Vermant 70'                          | 1 – 0 2 – 0                   |                                                               | Mignolet Sabbe (90' Nielsen), Ordóñez (90' Romero), Mechele, De Cuyper Onyedika, Vanaken , Jashari Tzolis (83' Siquet), Nilsson (67' Vermant), Jutglà                 |                                                |
| 6 april 2025 13:30 Bosuilstadion Antwerpen Ref.: Lothar D'hondt Toeschouwers: 16.144     | Antwerp                                         | 2 – 3                         | Club Brugge                                                   | Mignolet Sabbe (46' Siquet), Ordóñez (64' Romero), Mechele, De Cuyper Onyedika (82' Nielsen), Vanaken , Jashari Tzolis, Nilsson (82' Vermant), Jutglà (64' Talbi)     | 61' Siquet 90+1' Vermant                       |
| 6 april 2025 13:30 Bosuilstadion Antwerpen Ref.: Lothar D'hondt Toeschouwers: 16.144     | Janssen 63' Balikwisha 71'                      | 0 – 1 0 – 2 0 – 3 1 – 3 2 – 3 | 9' Jutglà 29' Jashari 45+3' Tzolis                            | Mignolet Sabbe (46' Siquet), Ordóñez (64' Romero), Mechele, De Cuyper Onyedika (82' Nielsen), Vanaken , Jashari Tzolis, Nilsson (82' Vermant), Jutglà (64' Talbi)     | 61' Siquet 90+1' Vermant                       |
| 13 april 2025 18:30 Jan Breydelstadion Brugge Ref.: Nicolas Laforge Toeschouwers: 25.600 | Club Brugge                                     | 1 – 0                         | KRC Genk                                                      | Mignolet Sabbe (87' Siquet), Ordóñez, Mechele, De Cuyper Onyedika (84' Vermant), Vanaken , Jashari Tzolis, Nilsson (63' Talbi), Jutglà (84' Skóraś)                   | 81' Sabbe 90+1' Tzolis 90+6' Onyedika          |
| 13 april 2025 18:30 Jan Breydelstadion Brugge Ref.: Nicolas Laforge Toeschouwers: 25.600 | De Cuyper 90+2' (pen.)                          | 1 – 0                         |                                                               | Mignolet Sabbe (87' Siquet), Ordóñez, Mechele, De Cuyper Onyedika (84' Vermant), Vanaken , Jashari Tzolis, Nilsson (63' Talbi), Jutglà (84' Skóraś)                   | 81' Sabbe 90+1' Tzolis 90+6' Onyedika          |
| 20 april 2025 18:30 Planet Group arena Gent Ref.: Jan Boterberg Toeschouwers: 18.179     | AA Gent                                         | 0 – 5                         | Club Brugge                                                   | Mignolet (45+1' Jackers) Sabbe (61' Siquet), Ordóñez, Mechele, De Cuyper Onyedika, Vanaken , Jashari (74' Vetlesen) Tzolis, Vermant (74' Skóraś), Jutglà (61' Talbi)  | 90' Skóraś                                     |
| 20 april 2025 18:30 Planet Group arena Gent Ref.: Jan Boterberg Toeschouwers: 18.179     |                                                 | 0 – 1 0 – 2 0 – 3 0 – 4 0 – 5 | 9' Tzolis 13' (pen.) Tzolis 34' Sabbe 52' Vermant 66' Vermant | Mignolet (45+1' Jackers) Sabbe (61' Siquet), Ordóñez, Mechele, De Cuyper Onyedika, Vanaken , Jashari (74' Vetlesen) Tzolis, Vermant (74' Skóraś), Jutglà (61' Talbi)  | 90' Skóraś                                     |
| 24 april 2025 20:30 Jan Breydelstadion Brugge Ref.: Erik Lambrechts Toeschouwers: 24.400 | Club Brugge                                     | 0 – 1                         | Union Sint-Gillis                                             | Mignolet Sabbe (78' Skóraś), Ordóñez, Mechele, De Cuyper (88' Meijer) Onyedika (88' Vetlesen), Vanaken , Jashari Tzolis, Vermant (62' Talbi), Jutglà                  | 51' Onyedika                                   |
| 24 april 2025 20:30 Jan Breydelstadion Brugge Ref.: Erik Lambrechts Toeschouwers: 24.400 |                                                 | 0 – 1                         | 34' Castro-Montes                                             | Mignolet Sabbe (78' Skóraś), Ordóñez, Mechele, De Cuyper (88' Meijer) Onyedika (88' Vetlesen), Vanaken , Jashari Tzolis, Vermant (62' Talbi), Jutglà                  | 51' Onyedika                                   |
| Terugronde                                                                               |                                                 |                               |                                                               | |                                                |
| 27 april 2025 18:30 Joseph Marienstadion Vorst Ref.: Lothar D'hondt Toeschouwers: 8.500  | Union Sint-Gillis                               | 0 – 0                         | Club Brugge                                                   | Jackers Sabbe, Ordóñez, Mechele, De Cuyper Onyedika, Vanaken (86' Meijer), Jashari Tzolis, Jutglà (75' Vermant), Talbi (76' Skóraś)                                   | 38' Onyedika 43' De Cuyper 90+4' Ordóñez       |
| 27 april 2025 18:30 Joseph Marienstadion Vorst Ref.: Lothar D'hondt Toeschouwers: 8.500  |                                                 |                               |                                                               | Jackers Sabbe, Ordóñez, Mechele, De Cuyper Onyedika, Vanaken (86' Meijer), Jashari Tzolis, Jutglà (75' Vermant), Talbi (76' Skóraś)                                   | 38' Onyedika 43' De Cuyper 90+4' Ordóñez       |
| 1 mei 2025 16:15 Jan Breydelstadion Brugge Ref.: Wim Smet Toeschouwers: 23.700           | Club Brugge                                     | 4 – 1                         | AA Gent                                                       | Jackers Sabbe (46' Siquet), Ordóñez, Mechele, De Cuyper (66' Nilsson) Vetlesen, Vanaken (65' Meijer), Jashari Tzolis, Vermant (65' Jutglà), Talbi (75' Skóraś)        |                                                |
| 1 mei 2025 16:15 Jan Breydelstadion Brugge Ref.: Wim Smet Toeschouwers: 23.700           | Vermant 45+1' Vermant 50' Tzolis 57' Tzolis 60' | 0 – 1 1 – 1 2 – 1 3 – 1 4 – 1 | 33' Gandelman                                                 | Jackers Sabbe (46' Siquet), Ordóñez, Mechele, De Cuyper (66' Nilsson) Vetlesen, Vanaken (65' Meijer), Jashari Tzolis, Vermant (65' Jutglà), Talbi (75' Skóraś)        |                                                |
| 11 mei 2025 18:30 Cegeka Arena Genk Ref.: Lawrence Visser Toeschouwers: 20.101           | KRC Genk                                        | 0 – 2                         | Club Brugge                                                   | Jackers Siquet (61' Meijer), Ordóñez, Mechele, De Cuyper Onyedika (61' Jutglà (90+2' Skóraś)), Vanaken (80' Nielsen), Jashari Vetlesen, Vermant (80' Nilsson), Tzolis | 43' Onyedika 50' Siquet 75' Vermant            |
| 11 mei 2025 18:30 Cegeka Arena Genk Ref.: Lawrence Visser Toeschouwers: 20.101           |                                                 | 0 – 1 0 – 2                   | 32' Vetlesen 66' Jutglà                                       | Jackers Siquet (61' Meijer), Ordóñez, Mechele, De Cuyper Onyedika (61' Jutglà (90+2' Skóraś)), Vanaken (80' Nielsen), Jashari Vetlesen, Vermant (80' Nilsson), Tzolis | 43' Onyedika 50' Siquet 75' Vermant            |
| 18 mei 2025 13:30 Lotto Park Anderlecht Ref.: Erik Lambrechts Toeschouwers: 15.000       | Anderlecht                                      | 1 – 3                         | Club Brugge                                                   | Jackers Siquet (71' Seys), Ordóñez, Mechele, De Cuyper Onyedika (90+4' Nielsen), Vanaken , Jashari Vetlesen (78' Meijer), Vermant (72' Nilsson), Tzolis (46' Skóraś)  | 31' Tzolis 31' Vermant 63' Siquet 90+5' Skóraś |
| 18 mei 2025 13:30 Lotto Park Anderlecht Ref.: Erik Lambrechts Toeschouwers: 15.000       | Stroeykens 45+3'                                | 0 – 1 0 – 2 0 – 3 1 – 3       | 14' Vermant 43' Vanaken 45+1' Tzolis                          | Jackers Siquet (71' Seys), Ordóñez, Mechele, De Cuyper Onyedika (90+4' Nielsen), Vanaken , Jashari Vetlesen (78' Meijer), Vermant (72' Nilsson), Tzolis (46' Skóraś)  | 31' Tzolis 31' Vermant 63' Siquet 90+5' Skóraś |
| 25 mei 2025 18:30 Jan Breydelstadion Brugge Ref.: Lothar D'hondt Toeschouwers: 24.800    | Club Brugge                                     | 1 – 1                         | Antwerp                                                       | Jackers Seys (46' Meijer), Ordóñez, Mechele, De Cuyper Onyedika (87' Nielsen), Vanaken , Jashari Vetlesen (62' Nilsson), Jutglà (83' Skóraś), Tzolis (83' Campbell)   | 90' Vanaken                                    |
| 25 mei 2025 18:30 Jan Breydelstadion Brugge Ref.: Lothar D'hondt Toeschouwers: 24.800    | Tzolis 43'                                      | 0 – 1 1 – 1                   | 35' Balikwisha                                                | Jackers Seys (46' Meijer), Ordóñez, Mechele, De Cuyper Onyedika (87' Nielsen), Vanaken , Jashari Vetlesen (62' Nilsson), Jutglà (83' Skóraś), Tzolis (83' Campbell)   | 90' Vanaken                                    |

#### Overzicht
| Speeldag  | 1  | 2  | 3  | 4  | 5  | 6  | 7  | 8  | 9  | 10 |
| --------- | -- | -- | -- | -- | -- | -- | -- | -- | -- | -- |
| Resultaat | w  | w  | w  | w  | v  | g  | w  | w  | w  | g  |
| Punten    | 33 | 36 | 39 | 42 | 42 | 43 | 46 | 49 | 52 | 53 |
| Positie   | 2  | 2  | 2  | 1  | 2  | 2  | 2  | 2  | 2  | 2  |

## Beker van België
| Beker van België                                                                              |                                                                    |                                           |                                     | |                                           |
| Wedstrijddetails                                                                              | Thuisploeg                                                         | Uitslag                                   | Uitploeg                            | Opstelling | Kaarten                                   |
| 1/16de finale                                                                                 |                                                                    |                                           |                                     | |                                           |
| 30 oktober 2024 20:30 Jan Breydelstadion Brugge Ref.: Hannes De Couvreur Toeschouwers: 13.081 | Club Brugge                                                        | 6 – 1                                     | SV Belisia Bilzen (1e Nat.)         | Jackers Siquet, Romero, Spileers, Sabbe (60' Meijer) Nielsen, Vanaken (73' Vermant), Onyedika (60' Jashari) Skov Olsen (73' Talbi), Jutglà (60' Nilsson), Skóraś        |                                           |
| 30 oktober 2024 20:30 Jan Breydelstadion Brugge Ref.: Hannes De Couvreur Toeschouwers: 13.081 | Jutglà 14' Jutglà 17' Romero 23' Nilsson 64' Meijer 67' Skóraś 87' | 1 – 0 2 – 0 3 – 0 3 – 1 4 – 1 5 – 1 6 – 1 | 36' Valcke                          | Jackers Siquet, Romero, Spileers, Sabbe (60' Meijer) Nielsen, Vanaken (73' Vermant), Onyedika (60' Jashari) Skov Olsen (73' Talbi), Jutglà (60' Nilsson), Skóraś        |                                           |
| Achtste finale                                                                                |                                                                    |                                           |                                     | |                                           |
| 3 december 2024 20:45 Patro-Stadion Maasmechelen Ref.: Lothar D'hondt Toeschouwers: 5.500     | Patro Eisden Maasmechelen (1B)                                     | 1 – 3                                     | Club Brugge                         | Jackers Sabbe, Mechele, Romero, De Cuyper (67' Seys) Nielsen (76' Vetlesen), Vanaken , Onyedika (67' Jashari) Talbi (87' Ordóñez), Vermant, Tzolis (76' Skóraś)         | 58' Vanaken 87' Skóraś 90' Ordóñez        |
| 3 december 2024 20:45 Patro-Stadion Maasmechelen Ref.: Lothar D'hondt Toeschouwers: 5.500     | Van Eenoo 31'                                                      | 0 – 1 1 – 1 1 – 2 1 – 3                   | 13' Nielsen 48' Vanaken 81' Jashari | Jackers Sabbe, Mechele, Romero, De Cuyper (67' Seys) Nielsen (76' Vetlesen), Vanaken , Onyedika (67' Jashari) Talbi (87' Ordóñez), Vermant, Tzolis (76' Skóraś)         | 58' Vanaken 87' Skóraś 90' Ordóñez        |
| Kwartfinale                                                                                   |                                                                    |                                           |                                     | |                                           |
| 7 januari 2025 20:45 Jan Breydelstadion Brugge Ref.: Lothar D'hondt Toeschouwers: 9.860       | Club Brugge                                                        | 3 – 0                                     | OH Leuven                           | Jackers Sabbe, Spileers, Mechele, De Cuyper (62' Meijer) Nielsen (76' Onyedika), Vanaken , Jashari (89' Vetlesen) Skov Olsen, Nilsson (62' Jutglà), Tzolis (75' Skóraś) | 35' Sabbe 74' Spileers                    |
| 7 januari 2025 20:45 Jan Breydelstadion Brugge Ref.: Lothar D'hondt Toeschouwers: 9.860       | Tzolis 23' Tzolis 69' Skóraś 86' (pen.)                            | 1 – 0 2 – 0 3 – 0                         |                                     | Jackers Sabbe, Spileers, Mechele, De Cuyper (62' Meijer) Nielsen (76' Onyedika), Vanaken , Jashari (89' Vetlesen) Skov Olsen, Nilsson (62' Jutglà), Tzolis (75' Skóraś) | 35' Sabbe 74' Spileers                    |
| Halve finale                                                                                  |                                                                    |                                           |                                     | |                                           |
| 15 januari 2025 20:45 Jan Breydelstadion Brugge Ref.: Lawrence Visser Toeschouwers: 17.268    | Club Brugge                                                        | 2 – 1                                     | KRC Genk                            | Jackers Sabbe (80' Meijer), Ordóñez, Mechele, De Cuyper Onyedika (80' Nielsen), Vanaken , Jashari Talbi (64' Skóraś), Jutglà (86' Nilsson), Tzolis (86' Vermant)        | 82' Vanaken 90+1' De Cuyper 90+2' Vermant |
| 15 januari 2025 20:45 Jan Breydelstadion Brugge Ref.: Lawrence Visser Toeschouwers: 17.268    | Ordóñez 34' Tzolis 74' (pen.)                                      | 0 – 1 1 – 1 2 – 1                         | 28' Arokodare                       | Jackers Sabbe (80' Meijer), Ordóñez, Mechele, De Cuyper Onyedika (80' Nielsen), Vanaken , Jashari Talbi (64' Skóraś), Jutglà (86' Nilsson), Tzolis (86' Vermant)        | 82' Vanaken 90+1' De Cuyper 90+2' Vermant |
| 5 februari 2025 20:45 Cegeka Arena Genk Ref.: Nicolas Laforge Toeschouwers: 21.061            | KRC Genk                                                           | 1 – 1 (2 – 3)                             | Club Brugge                         | Jackers Seys (86' Sabbe), Ordóñez, Mechele, De Cuyper Onyedika, Vanaken , Jashari Talbi (86' Siquet), Jutglà (90' Nilsson), Tzolis (90' Vetlesen)                       | 84' Onyedika 90+2' Jashari                |
| 5 februari 2025 20:45 Cegeka Arena Genk Ref.: Nicolas Laforge Toeschouwers: 21.061            | El Ouahdi 14'                                                      | 1 – 0 1 – 1                               | 24' Ordóñez                         | Jackers Seys (86' Sabbe), Ordóñez, Mechele, De Cuyper Onyedika, Vanaken , Jashari Talbi (86' Siquet), Jutglà (90' Nilsson), Tzolis (90' Vetlesen)                       | 84' Onyedika 90+2' Jashari                |
| Finale                                                                                        |                                                                    |                                           |                                     | |                                           |
| 4 mei 2025 18:00 Koning Boudewijnstadion Brussel Ref.: Jasper Vergoote Toeschouwers: 40.861   | Club Brugge                                                        | 2 – 1                                     | Anderlecht                          | Jackers Siquet (80' Meijer), Ordóñez, Mechele, De Cuyper Onyedika (74' Vetlesen), Vanaken (74' Nilsson), Jashari Tzolis, Vermant (74' Talbi), Jutglà (86' Nielsen)      | 22' Onyedika 67' Vermant 82' Jutglà       |
| 4 mei 2025 18:00 Koning Boudewijnstadion Brussel Ref.: Jasper Vergoote Toeschouwers: 40.861   | Vermant 40' Vermant 61'                                            | 1 – 0 2 – 0 2 – 1                         | 90+1' Vázquez                       | Jackers Siquet (80' Meijer), Ordóñez, Mechele, De Cuyper Onyedika (74' Vetlesen), Vanaken (74' Nilsson), Jashari Tzolis, Vermant (74' Talbi), Jutglà (86' Nielsen)      | 22' Onyedika 67' Vermant 82' Jutglà       |

## Europees

### UEFA Champions League

#### Ligafase
| UEFA Champions League                                                                                  |                                            |                         |                                                           | |                                                       |
| Wedstrijddetails                                                                                       | Thuisploeg                                 | Uitslag                 | Uitploeg                                                  | Opstelling | Kaarten                                               |
| 18 september 2024 21:00 Jan Breydelstadion Brugge Ref.: Irfan Peljto Toeschouwers: 19.961              | Club Brugge                                | 0 – 3                   | Borussia Dortmund                                         | Mignolet Seys (71' Sabbe), Ordóñez, Mechele, De Cuyper Vetlesen (85' Vermant), Onyedika, Vanaken Skov Olsen, Nilsson (65' Jutglà), Tzolis (85' Talbi)              | 53' Vetlesen                                          |
| 18 september 2024 21:00 Jan Breydelstadion Brugge Ref.: Irfan Peljto Toeschouwers: 19.961              |                                            | 0 – 1 0 – 2 0 – 3       | 76' Bynoe-Gittens 86' Bynoe-Gittens 90+5' (pen.) Guirassy | Mignolet Seys (71' Sabbe), Ordóñez, Mechele, De Cuyper Vetlesen (85' Vermant), Onyedika, Vanaken Skov Olsen, Nilsson (65' Jutglà), Tzolis (85' Talbi)              | 53' Vetlesen                                          |
| 2 oktober 2024 21:00 Wörtherseestadion Klagenfurt Ref.: Aliyar Ağayev Toeschouwers: 23.205             | Sturm Graz                                 | 0 – 1                   | Club Brugge                                               | Mignolet Seys, Ordóñez, Mechele, De Cuyper Jashari, Onyedika, Vanaken Skov Olsen (46' Skóraś), Jutglà (77' Vermant), Tzolis                                        | 73' Skóraś                                            |
| 2 oktober 2024 21:00 Wörtherseestadion Klagenfurt Ref.: Aliyar Ağayev Toeschouwers: 23.205             |                                            | 0 – 1                   | 23' Tzolis                                                | Mignolet Seys, Ordóñez, Mechele, De Cuyper Jashari, Onyedika, Vanaken Skov Olsen (46' Skóraś), Jutglà (77' Vermant), Tzolis                                        | 73' Skóraś                                            |
| 22 oktober 2024 18:45 Stadio Giuseppe Meazza Milaan Ref.: Felix Zwayer Toeschouwers: 58.649            | AC Milan                                   | 3 – 1                   | Club Brugge                                               | Mignolet Seys (46' Sabbe), Ordóñez, Mechele, De Cuyper Jashari (83' Nielsen), Onyedika, Vanaken Talbi (46' Vetlesen), Jutglà (70' Skóraś), Tzolis (70' Skov Olsen) | 20' Seys 23' Jashari 40' Onyedika 73' Skóraś          |
| 22 oktober 2024 18:45 Stadio Giuseppe Meazza Milaan Ref.: Felix Zwayer Toeschouwers: 58.649            | Pulisic 34' Reijnders 61' Reijnders 71'    | 1 – 0 1 – 1 2 – 1 3 – 1 | 51' Sabbe                                                 | Mignolet Seys (46' Sabbe), Ordóñez, Mechele, De Cuyper Jashari (83' Nielsen), Onyedika, Vanaken Talbi (46' Vetlesen), Jutglà (70' Skóraś), Tzolis (70' Skov Olsen) | 20' Seys 23' Jashari 40' Onyedika 73' Skóraś          |
| 6 november 2024 18:45 Jan Breydelstadion Brugge Ref.: Tobias Stieler Toeschouwers: 23.466              | Club Brugge                                | 1 – 0                   | Aston Villa                                               | Mignolet Seys, Ordóñez, Mechele, De Cuyper Nielsen (76' Vetlesen), Vanaken , Jashari Skov Olsen (72' Talbi), Jutglà (90' Vermant), Tzolis (75' Meijer)             | 17' Nielsen 78' Vetlesen                              |
| 6 november 2024 18:45 Jan Breydelstadion Brugge Ref.: Tobias Stieler Toeschouwers: 23.466              | Vanaken 52' (pen.)                         | 1 – 0                   |                                                           | Mignolet Seys, Ordóñez, Mechele, De Cuyper Nielsen (76' Vetlesen), Vanaken , Jashari Skov Olsen (72' Talbi), Jutglà (90' Vermant), Tzolis (75' Meijer)             | 17' Nielsen 78' Vetlesen                              |
| 27 november 2024 21:00 Celtic Park Glasgow Ref.: Georgi Kabakov Toeschouwers: 57.456                   | Celtic FC                                  | 1 – 1                   | Club Brugge                                               | Mignolet Seys, Ordóñez, Mechele, De Cuyper Onyedika, Vanaken , Jashari Skov Olsen (77' Talbi), Jutglà (77' Vermant), Tzolis (90+2' Nielsen)                        | 48' Ordóñez 76' Mechele 90+2' Seys                    |
| 27 november 2024 21:00 Celtic Park Glasgow Ref.: Georgi Kabakov Toeschouwers: 57.456                   | Maeda 60'                                  | 0 – 1 1 – 1             | 26' (e.d.) Carter-Vickers                                 | Mignolet Seys, Ordóñez, Mechele, De Cuyper Onyedika, Vanaken , Jashari Skov Olsen (77' Talbi), Jutglà (77' Vermant), Tzolis (90+2' Nielsen)                        | 48' Ordóñez 76' Mechele 90+2' Seys                    |
| 10 december 2024 21:00 Jan Breydelstadion Brugge Ref.: Anthony Taylor Toeschouwers: 22.260             | Club Brugge                                | 2 – 1                   | Sporting Lissabon                                         | Mignolet Seys, Ordóñez, Mechele, De Cuyper (90+2' Sabbe) Onyedika, Vanaken , Jashari Skov Olsen (64' Talbi), Jutglà (64' Nilsson), Tzolis (81' Nielsen)            | 26' Skov Olsen 43' Tzolis 45+4' Onyedika 52' Mignolet |
| 10 december 2024 21:00 Jan Breydelstadion Brugge Ref.: Anthony Taylor Toeschouwers: 22.260             | Quaresma 24' (e.d.) Nielsen 83'            | 0 – 1 1 – 1 2 – 1       | 3' Catamo                                                 | Mignolet Seys, Ordóñez, Mechele, De Cuyper (90+2' Sabbe) Onyedika, Vanaken , Jashari Skov Olsen (64' Talbi), Jutglà (64' Nilsson), Tzolis (81' Nielsen)            | 26' Skov Olsen 43' Tzolis 45+4' Onyedika 52' Mignolet |
| 21 januari 2025 21:00 Jan Breydelstadion Brugge Ref.: Benoît Bastien Toeschouwers: 26.700              | Club Brugge                                | 0 – 0                   | Juventus FC                                               | Mignolet Sabbe (69' Seys), Ordóñez, Mechele, De Cuyper Onyedika, Vanaken , Jashari Talbi (90' Meijer), Jutglà (69' Nilsson), Tzolis (78' Vetlesen)                 |                                                       |
| 21 januari 2025 21:00 Jan Breydelstadion Brugge Ref.: Benoît Bastien Toeschouwers: 26.700              |                                            |                         |                                                           | Mignolet Sabbe (69' Seys), Ordóñez, Mechele, De Cuyper Onyedika, Vanaken , Jashari Talbi (90' Meijer), Jutglà (69' Nilsson), Tzolis (78' Vetlesen)                 |                                                       |
| 29 januari 2025 21:00 Etihad Stadium Manchester Ref.: José María Sánchez Martínez Toeschouwers: 51.237 | Manchester City                            | 3 – 1                   | Club Brugge                                               | Mignolet Seys, Ordóñez, Mechele, De Cuyper Onyedika, Vanaken , Jashari Talbi (70' Skóraś), Jutglà (70' Vermant), Tzolis (70' Vetlesen)                             |                                                       |
| 29 januari 2025 21:00 Etihad Stadium Manchester Ref.: José María Sánchez Martínez Toeschouwers: 51.237 | Kovačić 53' Ordóñez 62' (e.d.) Savinho 77' | 0 – 1 1 – 1 2 – 1 3 – 1 | 45' Onyedika                                              | Mignolet Seys, Ordóñez, Mechele, De Cuyper Onyedika, Vanaken , Jashari Talbi (70' Skóraś), Jutglà (70' Vermant), Tzolis (70' Vetlesen)                             |                                                       |

Eindstand ligafase
| Pos | Team            | Wed | W | G | V | Ptn | DV | DT | +/− |                                   |
| --- | --------------- | --- | - | - | - | --- | -- | -- | --- | --------------------------------- |
| 22  | Manchester City | 8   | 3 | 2 | 3 | 11  | 18 | 14 | +4  | Naar de tussenronde (ongeplaatst) |
| 23  | Sporting CP     | 8   | 3 | 2 | 3 | 11  | 13 | 12 | +1  | Naar de tussenronde (ongeplaatst) |
| 24  | Club Brugge     | 8   | 3 | 2 | 3 | 11  | 7  | 11 | −4  | Naar de tussenronde (ongeplaatst) |
| 25  | Dinamo Zagreb   | 8   | 3 | 2 | 3 | 11  | 12 | 19 | −7  |                                   |
| 26  | VfB Stuttgart   | 8   | 3 | 1 | 4 | 10  | 13 | 17 | −4  |                                   |

Overzicht per speeldag
| Speeldag  | 1  | 2  | 3  | 4  | 5  | 6  | 7  | 8  |
| --------- | -- | -- | -- | -- | -- | -- | -- | -- |
| Thuis/Uit | T  | U  | U  | T  | U  | T  | T  | U  |
| Resultaat | V  | W  | V  | W  | G  | W  | G  | V  |
| Positie   | 31 | 21 | 26 | 22 | 23 | 19 | 20 | 24 |

Bijgewerkt tot en met wedstrijd(en) gespeeld op 29 januari 2025. Bron: UEFA
U = Uit; T = Thuis; W = Winst; G = Gelijk; V = Verloren

#### Knock-outfase
| UEFA Champions League                                                                                 |                                     |                         |                                                 | |                                                   |
| Wedstrijddetails                                                                                      | Thuisploeg                          | Uitslag                 | Uitploeg                                        | Opstelling | Kaarten                                           |
| Play-offronde                                                                                         |                                     |                         |                                                 | |                                                   |
| 12 februari 2025 18:45 Jan Breydelstadion Brugge Ref.: Halil Umut Meler Toeschouwers: 24.242          | Club Brugge                         | 2 – 1                   | Atalanta Bergamo                                | Mignolet Seys, Ordóñez, Mechele, De Cuyper Onyedika, Vanaken , Jashari Talbi (86' Siquet), Jutglà (86' Vetlesen), Tzolis (70' Nilsson)                           |                                                   |
| 12 februari 2025 18:45 Jan Breydelstadion Brugge Ref.: Halil Umut Meler Toeschouwers: 24.242          | Jutglà 15' Nilsson 90+4' (pen.)     | 1 – 0 1 – 1 2 – 1       | 41' Pašalić                                     | Mignolet Seys, Ordóñez, Mechele, De Cuyper Onyedika, Vanaken , Jashari Talbi (86' Siquet), Jutglà (86' Vetlesen), Tzolis (70' Nilsson)                           |                                                   |
| 18 februari 2025 21:00 Stadio Atleti Azzurri d'Italia Bergamo Ref.: Felix Zwayer Toeschouwers: 21.727 | Atalanta Bergamo                    | 1 – 3 (2 – 5)           | Club Brugge                                     | Mignolet Seys, Ordóñez, Mechele, De Cuyper Onyedika, Vanaken , Jashari Talbi (54' Siquet), Jutglà (86' Nilsson), Tzolis (75' Nielsen)                            | 36' Onyedika 60' Tzolis 87' De Cuyper 87' Nilsson |
| 18 februari 2025 21:00 Stadio Atleti Azzurri d'Italia Bergamo Ref.: Felix Zwayer Toeschouwers: 21.727 | Lookman 46'                         | 0 – 1 0 – 2 0 – 3 1 – 3 | 3' Talbi 27' Talbi 45+3' Jutglà                 | Mignolet Seys, Ordóñez, Mechele, De Cuyper Onyedika, Vanaken , Jashari Talbi (54' Siquet), Jutglà (86' Nilsson), Tzolis (75' Nielsen)                            | 36' Onyedika 60' Tzolis 87' De Cuyper 87' Nilsson |
| Achtste finale                                                                                        |                                     |                         |                                                 | |                                                   |
| 4 maart 2025 18:45 Jan Breydelstadion Brugge Ref.: João Pinheiro Toeschouwers: 26.890                 | Club Brugge                         | 1 – 3                   | Aston Villa                                     | Mignolet Sabbe (90' Skóraś), Ordóñez, Mechele, De Cuyper Onyedika (90+1' Vetlesen), Vanaken , Jashari Talbi (85' Siquet), Jutglà (86' Nilsson), Tzolis           |                                                   |
| 4 maart 2025 18:45 Jan Breydelstadion Brugge Ref.: João Pinheiro Toeschouwers: 26.890                 | De Cuyper 12'                       | 0 – 1 1 – 1 1 – 2 1 – 3 | 3' Bailey 82' (e.d.) Mechele 88' (pen.) Asensio | Mignolet Sabbe (90' Skóraś), Ordóñez, Mechele, De Cuyper Onyedika (90+1' Vetlesen), Vanaken , Jashari Talbi (85' Siquet), Jutglà (86' Nilsson), Tzolis           |                                                   |
| 12 maart 2025 21:00 Villa Park Birmingham Ref.: Daniel Siebert Toeschouwers: 42.461                   | Aston Villa                         | 3 – 0 (6 – 1)           | Club Brugge                                     | Mignolet Sabbe, Ordóñez (58' Romero), Mechele, De Cuyper Onyedika, Vanaken , Jashari (58' Nielsen) Talbi (58' Skóraś), Jutglà (58' Nilsson), Tzolis (66' Siquet) | 16' Sabbe 69' Vanaken                             |
| 12 maart 2025 21:00 Villa Park Birmingham Ref.: Daniel Siebert Toeschouwers: 42.461                   | Asensio 50' Maatsen 57' Asensio 61' | 1 – 0 2 – 0 3 – 0       |                                                 | Mignolet Sabbe, Ordóñez (58' Romero), Mechele, De Cuyper Onyedika, Vanaken , Jashari (58' Nielsen) Talbi (58' Skóraś), Jutglà (58' Nilsson), Tzolis (66' Siquet) | 16' Sabbe 69' Vanaken                             |